# John Roe
Pour les articles homonymes, voir John Roe (homonymie) et Roe.
Pas d'image ? Cliquez ici

a Compétitions nationales et continentales officielles uniquement.

b Matchs officiels uniquement.
Dernière mise à jour le 23 juin 2025.
John Roe, né le 10 avril 1977 à Brisbane (Australie), est un joueur de rugby à XV international australien. Il évolue au poste de troisième ligne centre.  

## Carrière

### En club
John Roe a débuté dans le Super 12 en 2001 avec les Queensland Reds. À partir de 2005, il est capitaine des Reds. Il annonce en juillet 2008 qu'il met un terme à sa carrière, à la suite d'une importante blessure à l'épaule.

### En équipe nationale
Alors qu'il n'avait jamais été sélectionné avec les Wallabies, John Roe est retenu pour disputer la Coupe du monde 2003, en remplacement de Toutai Kefu. Il obtient sa première sélection le 25 octobre 2003, à l'occasion d'un match face à la l'Namibie lors de la compétition.

## Palmarès

### En club
- Finaliste de l'Australian Provincial Championship en 2006 avec les Queensland Reds

### En équipe nationale
- Finaliste de la Coupe du monde en 2003

## Statistiques en équipe nationale
- 19 sélections avec l'Australie.
- 1 essai marqué (5 points).
- Sélections par année : 1 en 2003, 6 en 2004, 12 en 2005.